# كيم جيوان
كيم جيوان مواليد 2 يونيو 1990 في كوريا الجنوبية، هو لاعب كرة سلة كوري جنوبي. بدأ مسيرته الاحترافية في سنة 2012. يلعب مع إنتشون إلكترولاند إلفانتس في الدوري الكوري لكرة السلة. يحمل الرقم 3. يبلغ طوله 6 قدم 2 بوصة (1.9 م).

## روابط خارجية
- كيم جيوان على موقع ريلجم (الإنجليزية)